# Issa Rhimi
Issa Rhimi (ur. 2000) – tunezyjski zapaśnik walczący w stylu wolnym. Wicemistrz Afryki w 2024. Brązowy medalista mistrzostw arabskich w 2024 roku.